# Сандерки
Сандерки — село в Лунинском районе Пензенской области. Входит в состав Лунинского сельсовета.

## География
Село расположено в северной части области на расстоянии примерно в 5 километрах по прямой к северо-востоку от районного центра Лунино.
Часовой пояс
Село Сандерки как и вся Пензенская область, находится в часовой зоне МСК (московское время). Смещение применяемого времени относительно UTC составляет +3:00.

## Население
| 1710 | 1717 | 1747 | 1782 | 1864 | 1877 | 1910 |
| ---- | ---- | ---- | ---- | ---- | ---- | ---- |
| 52   | ↘35  | ↗198 | ↗298 | ↗429 | ↘333 | ↗549 |
| 1926 | 1930 | 1959 | 1979 | 1989 | 1996 | 2002 |
| ↗704 | ↗758 | ↘282 | ↘161 | ↘102 | ↘98  | ↘68  |
| 2010 |      |      |      |      |      |      |
| ↘64  |      |      |      |      |      |      |

Национальный состав
Согласно результатам переписи 2002 года, в национальной структуре населения русские составляли 96 % из 68 чел..